# Совєтське (Сахалінська область)
Совєтське (рос. Советское) — село у Долинському міському окрузі Сахалінської області Російської Федерації.
Населення становить 556 осіб (2013).

## Історія
З 1905 по 3 вересня 1945 року у складі губернаторства Карафуто Японії, відтак у складі Долинського міського округу Сахалінської області.

## Населення
| 1925 | 1935  | 2002 | 2010 | 2013 |
| ---- | ----- | ---- | ---- | ---- |
| 823  | ↗1432 | ↘794 | ↘598 | ↘556 |